# Nominalsatz
Unter Nominalsatz werden zwei verschiedene Dinge verstanden:
- ein Satz, dessen Prädikat aus dem Hilfsverb sein (Kopula) und einem Prädikatsnomen besteht (Kopulasatz).[1] Ein deutsches Beispiel für diesen Satztyp ist: „Hans ist Arzt.“ – „Arzt“ ist in diesem Fall das Prädikatsnomen.
- ein Satz, der kein Verb als Prädikat enthält.[2]

Im Sinne der letzten Definition bestimmt Tesnière aufgrund des Zentrums eines Satzes neben Verbalsätzen auch Nominalsätze. Hierbei handelt es sich um Substantivsätze („Tor!“), Adjektivsätze („Schön.“), Adverbsätze („Hierher.“). Zu ergänzen seien Partikelsätze („Ach.“, „Ja.“).
Franz Simmler unterscheidet aufgrund der Satzgliedanzahl ein- und mehrgliedrige Nominalsätze: Neben eingliedrigen Nominalsätzen („Tor!“, „Schön.“, „Hierher.“, „Ach.“, „Ja.“) gibt es zweigliedrige („Ein Mann - ein Wort.“), dreigliedrige („Heil Ihnen über diese Frage!“ aus Goethes Wilhelm Meisters Lehrjahre), viergliedrige („und das weite Tal hinauf und hinab eine Stürmende See im Sausen des Windes“ aus Goethes Die Leiden des jungen Werthers) und fünfgliedrige („Und ihre Wiesen, dacht ich, und all die Gegend um ihr Jagdhaus, wie jetzt vom reißenden Strome, verstört unsere Lauben, dacht ich.“ aus Goethes Die Leiden des jungen Werthers).
Zudem können Nominalsätze als ‚nominale Nebensätze‘ wie verbale Nebensätze auch die Funktion eines abhängigen Satzes besitzen: „Für Kinder unter 3 Jahren nicht geeignet, da verschluckbare Kleinteile.“
Bei Benveniste (1974: 169) heißt es in übereinzelsprachlicher Perspektive:
„In summarischer Charakterisierung enthält der Nominalsatz ein Nominalprädikat ohne Verb und ohne Kopula, und er wird im Indoeuropäischen als normaler Ausdruck dort betrachtet, wo eine eventuelle Verbalform in der 3. Person Präsens Indikativ von sein gestanden hätte.“
Für diesen Typ gibt es im Deutschen Beispiele wie „Im Westen nichts Neues“ (Buchtitel von Remarque), „Kleine Kinder – kleine Sorgen, große Kinder – große Sorgen“ (Redewendung).
In Sprachen, welche für die Kopula „sein“ keine Gegenwartsformen bilden, sind verblose Nominalsätze wesentlich geläufiger. Dazu gehören z. B. das Russische, das Arabische und das Hebräische.